# Le Secret de ma mère
Pour plus de détails, voir Fiche technique et Distribution.
Le Secret de ma mère est une comédie dramatique québécoise réalisé par Ghyslaine Côté, sorti en 2006. 

## Synopsis
Jos, père de Jeanne et mari de Blanche est décédé à la fin de l'année. Au jour de l'an suivant, le mort est exposé à l'intérieur d'un salon mortuaire de Montréal. Alors que la journée se déroule, les invités défilant devant la caméra dévoilent chacun à leur tour leur vision du passé entourant une relation complexe entre Blanche, Jos et Cécile (sœur de Blanche). Annie, cousine de Jeanne, questionne aussi sa mère sur la véracité de ses liens biologiques parentaux. Souvenirs nostalgiques et remords seront exprimés jusqu'au moment où la vérité éclate finalement au grand jour. 

## Fiche technique
- Titre : Le Secret de ma mère
- Réalisation : Ghyslaine Côté
- Scénario : Ghyslaine Côté et Martin Girard
- Photographie : Pierre Mignot
- Montage : Richard Comeau
- Musique : Normand Corbeil
- Direction artistique : Ghislaine Grenon et Nicole Légaré
- Costumes : Ginette Magny
- Producteurs : Maxime Rémillard et André Rouleau
- Compagnie de production : Remstar
- Compagnie de distribution : Alliance Atantis Vivafilm
- Budget : 5 450 000 $ CAD
- Pays d'origine :  Canada ( Québec)
- Langue : français
- Format : Couleur
- Durée : 86 minutes
- Date de sortie :
  -  Canada ( Québec) :  7 juillet 2006

## Distribution
- Ginette Reno : Blanche de 43 à 73 ans
- Céline Bonnier : Jeanne de 30 à 37 ans
- Joëlle Morin : Blanche de 18 à 42 ans
- David Boutin : Jos de 18 à 43 ans
- Guy Thauvette : Jos à 43 ans et plus
- Clémence DesRochers : Rolande de 58 à 76 ans
- Paule Baillargeon : Cécile à 60 ans
- Bianca Gervais : Cécile 18 à 43 ans
- Marie-Chantal Perron : Annie à 32 ans
- Andrée Lachapelle : Germaine de 51 à 60 ans
- Catherine Bégin : Fleurette à 74 ans
- Magalie Lépine-Blondeau : Fleurette de 20 à 38 ans
- Benoît Girard : Bertrand à 76 ans
- Danny Gilmore : Bertrand de 22 à 40 ans
- Joëlle Plourde : Blanche à 6 ans
- Frank Schorpion : David
- Richard Fréchette : le curé
- Gabriel Sabourin : Robert